# Locomotiva FS E.652
Le E.652 sono un gruppo di locomotive elettriche costruite verso la fine degli anni ottanta per le Ferrovie dello Stato italiane, nell'ottica di un miglioramento delle caratteristiche di trazione e di affidabilità della E.632/E.633. Dalle progenitrici hanno anche ereditato il soprannome di Tigre (il periodico mensile "Voci della rotaia" indisse un concorso per dare un nome a queste locomotive e il vincitore ebbe 100 000 lire di premio).

## Storia

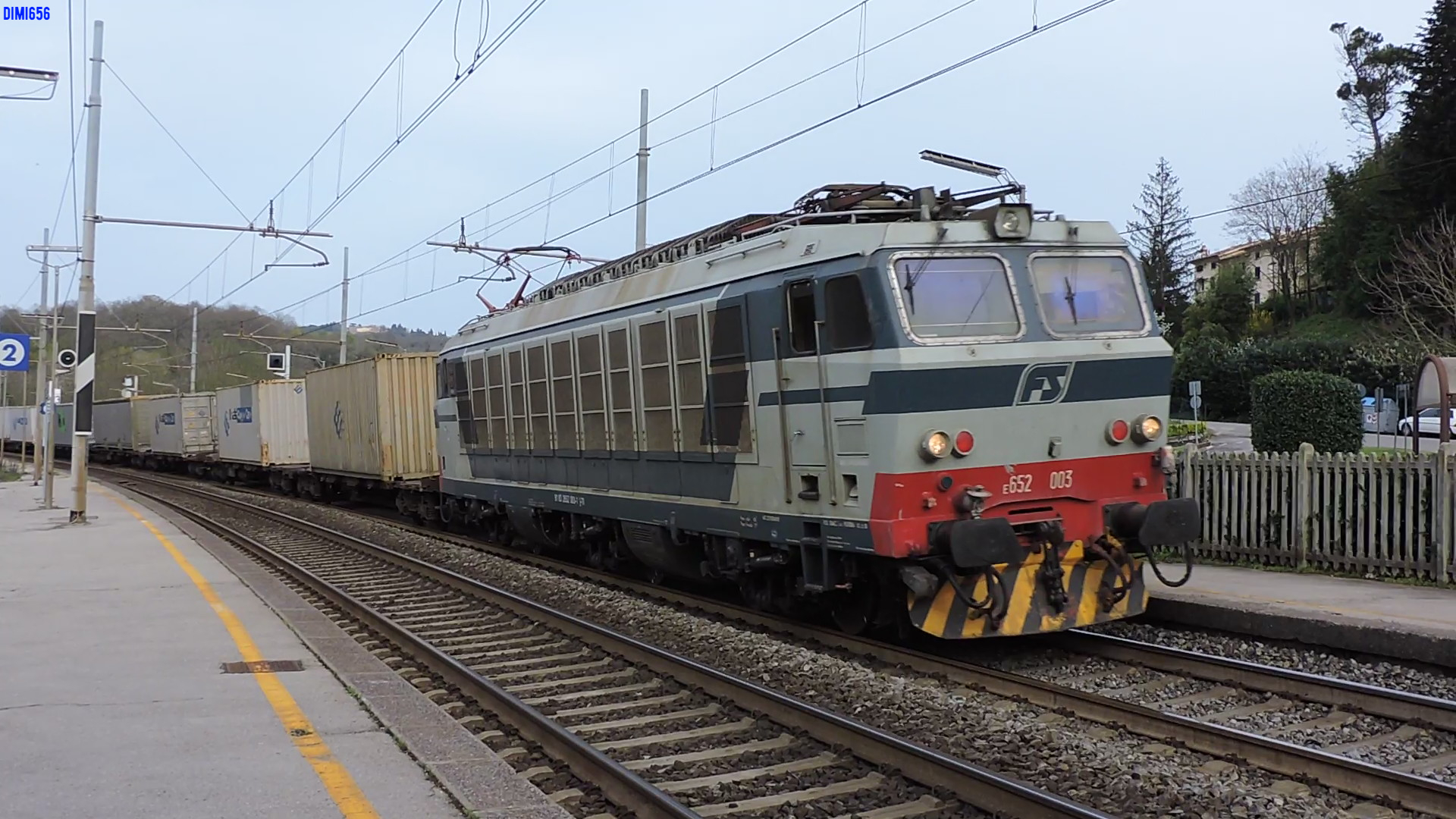
La locomotiva prototipo E.652.003 in transito a Bucine nel 2016

Il progetto E.652 nasce all'inizio della seconda metà degli anni ottanta quando era ancora in corso di consegna la seconda serie delle locomotive E.632. Queste, nonostante le caratteristiche innovative e l'elevata capacità di traino in salita, lamentavano tuttavia un'elevata (per gli standard FS) percentuale di inconvenienti ed avarie tecniche. Il progetto, nato per aumentarne l'affidabilità, si trasformò in breve tempo nello studio di una nuova locomotiva ancor più affidabile e potente che conservando la struttura esteriore e meccanica si rivelò profondamente diversa nella parte elettrica ed elettronica.
Venne ordinata quindi al gruppo di costruttori, costituito essenzialmente da Tecnomasio Italiano-Brown-Boveri, Ansaldo e Fiat Ferroviaria una preserie di 6 esemplari basata sulle esperienze acquisite con le due locomotive, E.632.029 ed E.632.054, che erano state modificate ampiamente in precedenza per esperimenti e migliorie. La prima unità della preserie, la E.652.001, entrò in servizio al Deposito locomotive di Torino Smistamento dopo aver eseguito le prove di omologazione e collaudo a Firenze alla fine dell'anno 1989. Nel frattempo era stato perfezionato l'ordinativo di 100 unità alle aziende costruttrici. La consegna delle prime unità tuttavia avvenne in un difficile periodo della vita del neocostituito Ente Ferrovie dello Stato e con la gestione Schimberni l'ordinazione del gruppo di locomotive venne ridotta a 80, poi riportata all'originario quantitativo di 100 nel mese di agosto del 1990.
La prima locomotiva della serie, la E.652.058, fu consegnata il 19 settembre 1990. Gli ottimi risultati conseguiti nell'esercizio corrente convinsero le FS ad ordinare un'ulteriore lotto di E.652. Per far fronte alle esigenze costruttive furono coinvolte nella costruzione e nell'assemblaggio delle varie parti dei rotabili altre industrie ferroviarie, tra le quali la SOFER, la Fiore-Casertane e la Metalmeccanica Lucana del gruppo Firema Trasporti e l'ITIN di Catania. Le prime sedi di assegnazione furono i depositi locomotive di Torino Smistamento e di Trieste. 
Realizzate come macchine multiruolo, adatte al traino di treni merci e passeggeri, hanno ben presto esteso il loro raggio d'azione su tutte le linee elettrificate della penisola, in particolar modo sulle tratte di valico più importanti, come quelle del Frejus e del Brennero, dove hanno trovato campo libero alla testa di treni merci; compito al quale oggi l'intero gruppo è stato unilateralmente destinato, salvo 7 unità noleggiate a RFI.
Consegnate di fabbrica in livrea grigio perla-blu orientale, riprendendo lo stesso schema grafico già introdotto sulle E.633/E.632, dagli anni duemila quasi tutte sono passate a vestire la livrea XMPR di Trenitalia fino al 2017, quando hanno iniziato a ricevere gradualmente la nuova livrea zincata Mercitalia Rail.

## Caratteristiche

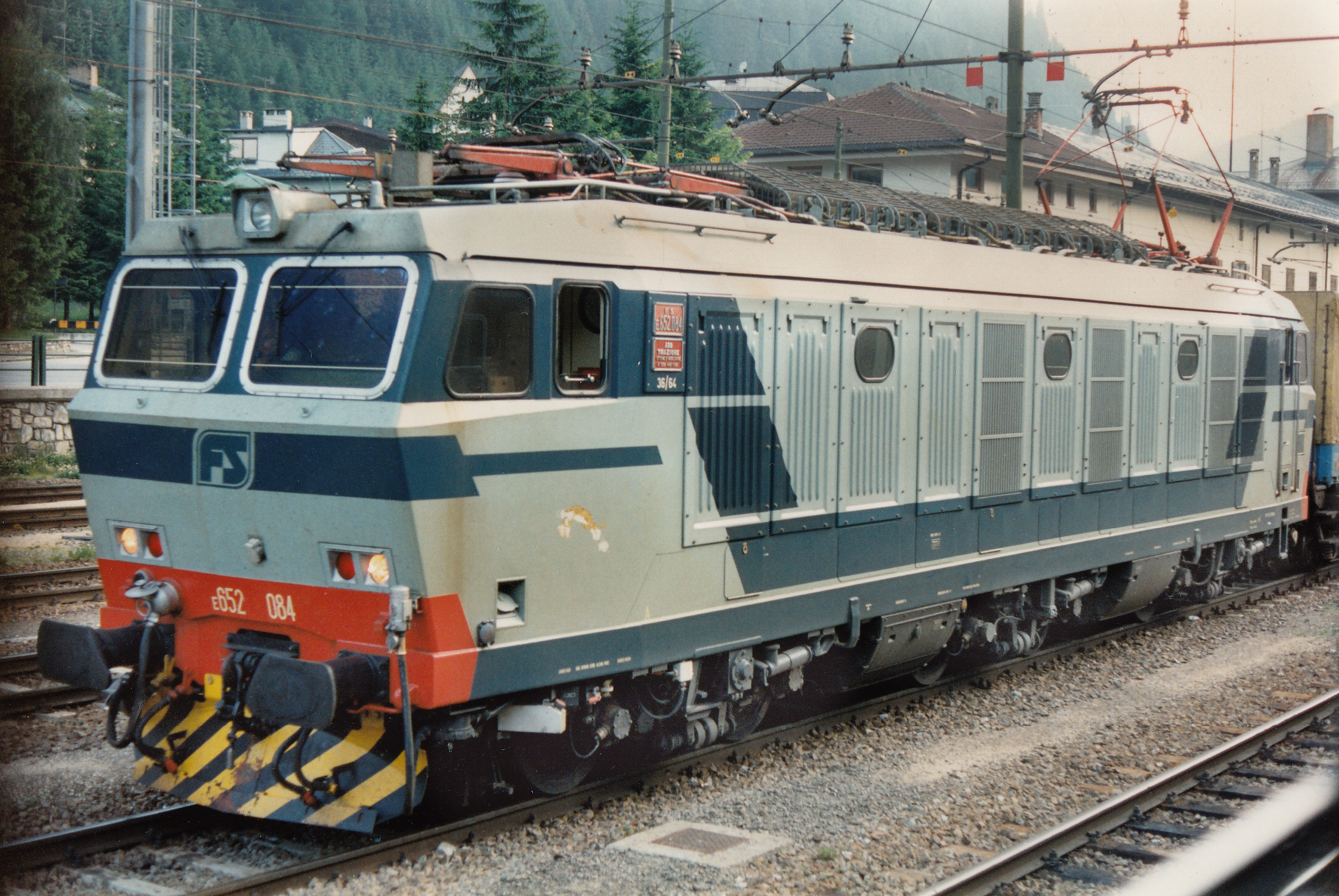
Locomotiva E.652.084, nella livrea d'origine grigio perla-blu orientale al Brennero nel 1995

Le E.652, analogamente alle E.633/E.632, sono delle locomotive a cassa unica e a tre carrelli dotati di sospensione a molle elicoidali recanti ciascuno un motore di trazione a corrente continua del tipo T910 (6FKH 8353); questi sono la versione potenziata derivata dai T850A che erano stati montati sperimentalmente sulla E.632.043 (detta la potenziata). Tali motori sono in grado di sviluppare, ciascuno, la potenza di tutto rispetto di quasi 2000 kW, (che corrisponde alla potenza totale di una E.626). Il controllo di potenza è ottenuto mediante sei colonne di chopper che, a coppie, alimentano i tre motori di trazione fino alla tensione massima di 2200 V.
I circuiti di comando e di controllo sono stati riprogettati per una migliore funzionalità e con una ridondanza allo scopo di assicurare il funzionamento della locomotiva anche nel caso di avarie; allo stesso tempo sono stati adeguati alla tensione di sicurezza di 24 V i circuiti di comando (nelle E.632 ed E.633 sono a 110 V). La logica di controllo è interamente elettronica (è stata abbandonata la vecchia logica a relè delle serie precedenti) e la diagnostica di bordo ha integrato anche funzioni prima non previste tra cui la memorizzazione di eventi per la manutenzione e la riparazione.
Le E.652 sono state progettate anche per l'impiego a comando multiplo, utilizzando due conduttori dell'accoppiatore UIC a 13 poli, mediante trasmissione bidirezionale di segnali seriali, e per la possibilità di telecomando dalla carrozza semipilota mediante la condotta a 78 poli.
Merita menzione il fatto che tramite accoppiatore a 13 poli è possibile il comando multiplo tra una macchina del gruppo E.652 ed una macchina del gruppo E.633 serie 200 e viceversa.
Rispetto alle precedenti locomotive elettroniche E.632 sono nuovi i compressori d'aria, ora del tipo rotativo, e le diagnostiche di bordo con videoterminali a colori della Ercole Marelli. I pantografi di presa corrente sono del collaudatissimo tipo 52 FS a strisciante piano; in corso di consegna parte di essi sono stati sostituiti dal tipo 52/92 con alettoni per migliorarne la presa di corrente alle velocità più alte.

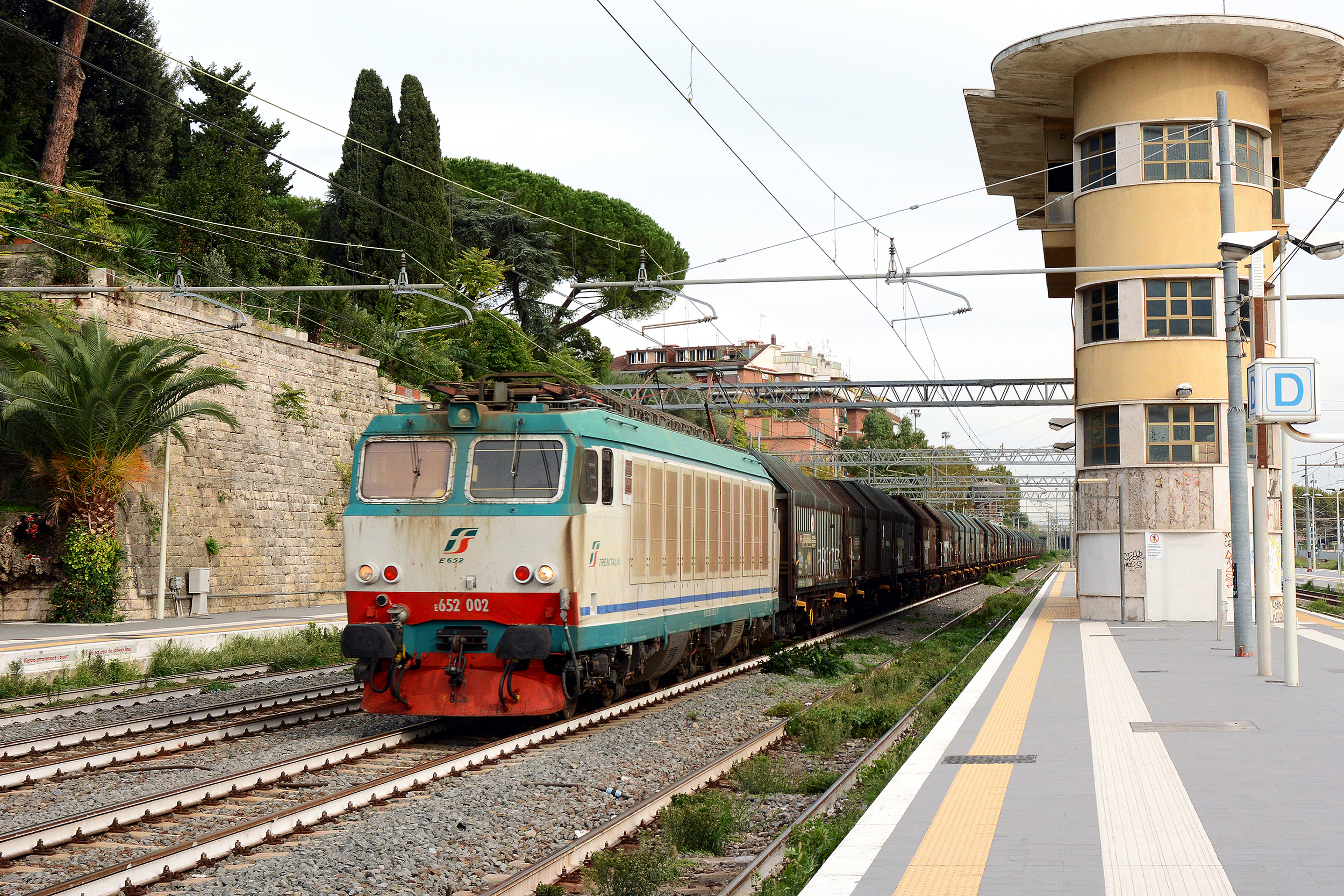
L'E.652.002 prototipo in transito a Roma Ostiense

È nuovo anche il banco di manovra, del tipo unificato, l'insonorizzazione delle cabine e il condizionamento delle cabine di guida.
La frenatura è del tipo combinata in cui vengono integrate quella elettrica a dissipazione su reostato e quella pneumatica di tipo misto a dischi e ceppi.
A partire dall'aprile del 2014 Trenitalia ha iniziato la sostituzione del rapporto di trasmissione corrente (36/64) con uno più corto (29/64), contestualmente abbassando la velocità massima delle E.652 da 160 km/h a 120 km/h. La modifica è stata decisa in quanto oggi tutte le E.652 risultano in carico a Mercitalia Rail che le aveva rilevate nel 2017 all'atto dell'incorporazione della precedente gestione della divisione Cargo di Trenitalia, e quindi già da tempo impiegate prevalentemente alla testa di treni merci. Lo scopo della modifica è:
- Limitare la corrente di avviamento d'armatura a 950 A
- Mantenere le prestazioni globali invariate
- Ottimizzare le caratteristiche del rotabile in funzione del servizio prevalente (merci)

La prima E.652 modificata consegnata a Trenitalia è stata la E.652.048 che, a seguito del buon esito della sperimentazione, è stata seguita da altre unità del gruppo: tra quelle ufficiali vi sono le unità 007, 013, 016, 020, 021, 027 - 030, 033, 036, 037, 040, 041, 046, 050, 053, 055, 056, 063, 070, 072, 074, 076, 089, 102, 104, 126, 130, 133, 142, 144, 146 - 148, 167, 168 e 175. La modifica verrà gradualmente estesa anche alle rimanenti unità del gruppo da parte delle officine di Verona Porta Vescovo.

## Depositi locomotive di assegnazione
- Cervignano Smistamento (51% del totale)
- Milano Smistamento
- Verona
- Marcianise

## Unità assegnate a Mercitalia Rail

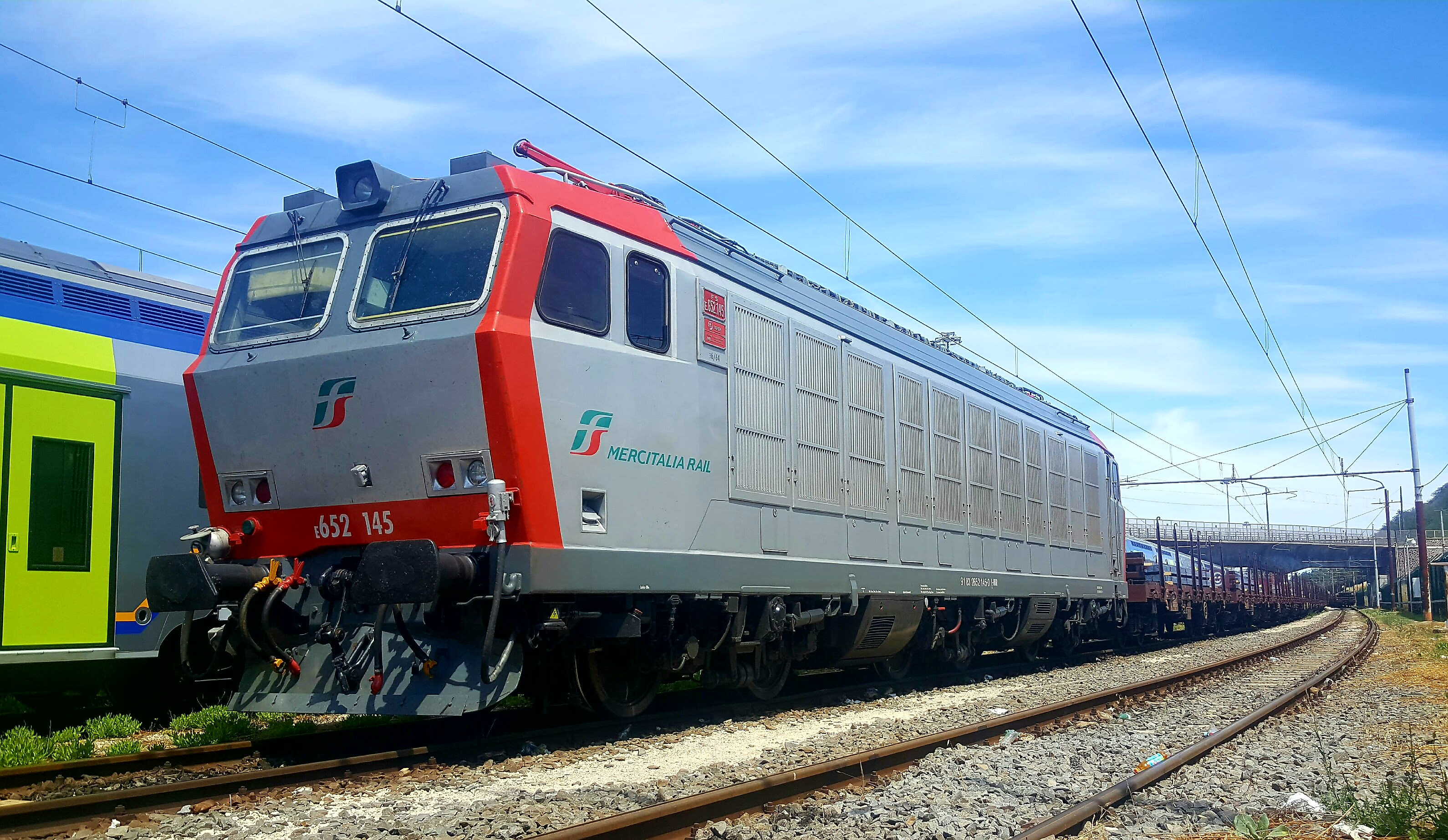
Locomotiva E.652.145 in livrea Mercitalia

Dal gennaio 2017 tutte le E.652 (ad eccezione di 7 unità) sono state assegnate a Mercitalia Rail (ex Trenitalia Cargo), per un totale di 171 locomotori. Le 7 unità rimanenti sono state noleggiate da Rete Ferroviaria Italiana.
| Deposito di assegnazione         | E.652 |
| -------------------------------- | ----- |
| Cervignano Smistamento           | 88    |
| Maddaloni Marcianise Smistamento | 9     |
| Milano Smistamento               | 71    |
| Verona                           | 3     |

- 171 E.652 (totale).